# Cantonul Coulonges-sur-l'Autize
Cantonul Coulonges-sur-l'Autize este un canton din arondismentul Niort, departamentul Deux-Sèvres, regiunea Poitou-Charentes, Franța.

## Comune
| Comune                  | Populație (1999) | Cod poștal | Cod INSEE |
| ----------------------- | ---------------- | ---------- | --------- |
| Ardin                   | 1.211            | 79160      | 79012     |
| Béceleuf                | 680              | 79160      | 79032     |
| Le Beugnon              | 320              | 79130      | 79035     |
| Le Busseau              | 720              | 79240      | 79059     |
| La Chapelle-Thireuil    | 432              | 79160      | 79077     |
| Coulonges-sur-l'Autize  | 2.372            | 79160      | 79101     |
| Faye-sur-Ardin          | 620              | 79160      | 79117     |
| Fenioux                 | 708              | 79160      | 79119     |
| Puihardy                | 57               | 79160      | 79223     |
| Saint-Laurs             | 513              | 79160      | 79263     |
| Saint-Maixent-de-Beugné | 347              | 79160      | 79269     |
| Saint-Pompain           | 915              | 79160      | 79290     |
| Scillé                  | 379              | 79240      | 79309     |
| Villiers-en-Plaine      | 1.640            | 79160      | 79351     |